# Randi Miller
Randi Criner Miller (* 3. November 1983 in Arlington, Texas) ist eine ehemalige US-amerikanische Ringerin und Mixed-Martial-Arts-Kämpferin.

## Biografie
Randi Miller wurde 2006 Panamerikanische Meisterin in der Klasse bis 67 kg. Bei den Olympischen Spielen 2008 in Peking gewann sie die Bronzemedaille im Mittelgewicht. 2014 gewann sie die Goldmedaille bei den Militärweltspielen in Fort Dix.
2012 wechselte sie zum Mixed Martial Arts und bestritt am 28. April ihren ersten Kampf.